# Марк Емілій Лепід (консул 187 до н. е.)
Марк Емілій Лепід (лат. Marcus Aemilius Lepidus, помер 152 до н. е.) — давньоримський державний та військовий діяч, політик, консул 187 та 175 до н. е., великий понтифік 180-152 до н. е.

## Родина
Походив з Лепідів, гілки давнього патриціанського роду Еміліїв. Батько — Марк Емілій Лепід, претор 218 до н. е..
Мав чотирьох дітей: синів Марка Емілія Лепіда, військового трибуна 190 до н. е., Марка Емілія Лепіда Порцину, консула 137 до н. е., Квінта Емілія Лепіда та доньку Емілію, весталку (206-170 до н. е.)

## Політична діяльність
У 201 до н. е. у складі комісії направлений до Єгипту послом та опікуном малолітнього царя Птолемея V. У 200 до н. е. посольство залишило Єгипет та виїхало для переговорів зі східними царями. Зі згоди колег Лепід вирушив до македонського царя Філіппа та заявив йому претензії у зв'язку з війною проти царя Аттала та Родоса й облогою Абідоса.
У 199 до н. е. увійшов до складу колегії понтифіків. У 192 до н. е. обіймав посаду еділа, разом з колегою Луцієм Емілієм Павлом засудив низку скотопромисловців за зловживання суспільними землями та на стягнені кошти прикрасив храм Юпітера.
У 191 до н. е. став претором, у 190 до н. е. — пропретором Сицилії. Влаштував хлібне постачання зі своєї провінції до Греції для війни з царем Антіохом. Програв консульські вибори у 189 та 188 до н. е. через ворожість Марка Фульвія Нобіліора. Обраний консулом у 187 до н. е. разом з Гаєм Фламінієм. сенат призначив їм обом Лігурію як провінцію; Лепід намагався отримати Грецію або Азію, але домігся лише того, що звідти були відізвані проконсули Марк Фульвій Нобіліор та Гней Манлій Вульсон. Звинуватив проконсула Флакка у неспровокованому нападі на амбракійців, і, незважаючи на протидію свого колеги Фламінія, домігся постанови сенату про повернення амбракійцям майна та надання їм свободи та права стягнення мита, а також про те, що Амбракія не є містом, узятим штурмом.
Брав участь у підкоренні Риму лігурів, завдав їм декілька поразок, підкорив усю їх територію по обидві сторони Апеннін та переселив їх з гір на рівнину. Розглянув скаргу кеноманів на претора Марка Фурія та ухвалив рішення на їхню користь. За підтримки народного трибуна Марка Абурія невдало намагався перешкодити тріумфу Нобіліора. Направив ахейцям листа на захист Лакедемонаю.
У 183 до н. е. був тріумвіром для виведення колоній в Пармі та Мутині.
У 180 до н. е. обраний великим понтифіком.
У 179 до н. е. заступив на посаду цензора разом із своїм ворогом Марком Фульвієм Нобіліором. На вимогу Квінта Цецілія Метелла колеги-цензори примирилися. Вони переглянули списки сенату, виключивши трьох сенаторів; запровадили кілька нових податків і мит; повернули народу громадські святилища, зайняті приватними особами; побудували базиліку Емілія та Фульвія; змінили порядок голосування в трибутних коміціях, поставивши його у залежність від положення та заняття громадян. Лепід побудував дамбу у міста Таррацини, ухвалив підряд на будівництво театру та проскенія біля храму Аполлона, відремонтував храм Юпітера Капітолійського. Згідно з обітницею посвятив храми Цариці Юнони та Діани та влаштував сценічні вистави; також посвятив храм Морських Ларів.
У 177 до н. е. — тріумвір для виведення колоній в Луні.
У 175 до н. е. вдруге став консулом; вів успішні бойові дії у Лігурії та відсвяткував тріумф.
У 173 до н. е. — децемвир для розподілу землі в Галлії та Лігурії. Шість разів (у 179, 174, 169, 164, 159 та 154 до н. е.) призначався принцепсом сената.
Помер у 152 до н. е.. Згідно із заповітом, його сини влаштували йому простий та скромний похорон.

## Спадок
Також відомий як будівельник стратегічної дороги від Ариміна до Плаценції, відомої як дорога Еміліїв. У складі колоній на цій дорозі було засноване поселення Regium Lepidi, сьогодні відоме як Реджо-Емілія. Від назви дороги та родового імені Лепіда походить назва сучасної італійської області Емілія-Романья.